# Edward Berger
Edward Berger, född 1970 i Wolfsburg, är en tyskfödd österrikisk-schweizisk regissör och manusförfattare.
Berger är bland annat känd för att ha regisserat filmerna Jack (2014), Deutschland 83 (2015), På västfronten intet nytt (2022) och Konklaven (2024). På västfronten intet nytt vann flera priser, bland annat en Oscar för bästa internationella långfilm och BAFTA Award för bästa film och bästa regi. Berger har främst varit verksam i Tyskland men på senare år producerat engelsktalande verk med internationell spridning.

## Filmografi
- 1998: Gomez – Kopf oder Zahl (manusförfattare och regissör)
- 2001: Frau 2 sucht Happy End (manusförfattare och regissör)
- 2001, 2002: Schimanski (kriminalserie; regisserat två avsnitt)
- 2004: Bloch (teveserie; regisserat avsnittet Schwestern)
- 2005, 2006: Unter Verdacht (teveserie; manusförfattare för två avsnitt; regisserat ett avsnitt)
- 2006: Tatort (kriminalserie; regisserat avsnittet Das letzte Rennen)
- 2007: Windland (TV-film; regissör)
- 2008: KDD – Kriminaldauerdienst (kriminalserie; regisserat tre avsnitt)
- 2010: Polizeiruf 110 (kriminalserie; manusförfattare och regissör av avsnittet Aqaurius)
- 2011: Ein guter Sommer (Tv-film; manusförfattare och regissör)
- 2012: Morsan måste bort [de] (Tv-film; regissör)
- 2013: Tatort (kriminalserie; regissör av avsnittet Wer das Schweigen bricht)
- 2014: Jack (manusförfattare och regissör)
- 2015: Deutschland 83 (teveserie; regisserat fem avsnitt)
- 2018: The Terror (teveserie; verkställande producent)
- 2018: Patrick Melrose (teveserie; regisserat fem avsnitt)
- 2019: All My Loving (manusförfattare och regissör)
- 2020: Your Honor (dramaserie; regisserat tre avsnitt )
- 2022: All Quiet on the Western Front (manusförfattare och regissör)
- 2024: Konklaven (regissör)

## Utmärkelser och priser
- 1998: Vann staden Lünens filmpris på Kinofest Lünen för Gomez – Kopf oder Zahl
- 2000: Oscarspriset Variety Award "Tio europeiska regissörer att titta på" för Frau 2 sucht Happy End
- 2003: Nominering för Adolf-Grimme-Priset för avsnittet Asyl i tyska kriminalserien Schimanski
- 2004: Nominering för Internationella Emmy-priset för avsnittet Asyl i tyska kriminalserien Schimanski
- 2012: Adolf-Grimme-Priset för Ein guter Sommer
- 2013: Nominering för Adolf-Grimme-Priset för Morsan måste bort
- 2013: Nominering för Hamburgs krimpris för Morsan måste bort
- 2014: Publikpriset på filmkonstfestivalen i tyska delstaten Mecklenburg-Vorpommern i Schwerin för Jack
- 2014: Publikpriset på tyska filmfestivalen i Ludwigshafen för Jack
- 2014: Pris för bästa manus vid Fünseen filmfestival i Starnberg för Jack
- 2014: Pris för "skolbarn vid 10+ års ålder" på Lünens filmfestival för Jack
- 2014: Tyska regissörspris för bästa film 2014 för Jack
- 2015: Bayerska filmpriset för Jack, kategori Bester Nachwuchsproduzent
- 2015: TV-festivalen Seriemania i Paris, Deutschland 83 prisat för bäst utländsk drama
- 2015: Pris för bästa långfilm på Flanders europeiska filmfestival för barn och unga, för Jack
- 2015: Nominering för tyska filmpriset Lola i kategorierna bästa manus, bästa regissör och bästa långfilm för Jack
- 2015: Silverpris på tyska filmpriset för bästa långfilm för Jack
- 2022: Bästa filmatiseringen av National Board of Review för All Quiet on the Western Front
- 2022: Bästa filmatiseringen av San Diego Film Critics Society för All Quiet on the Western Front
- 2023: Bäst regisserat av British Academy Film Awards (BAFTA) för All Quiet on the Western Front
- 2023: Bästa filmatiseringen av BAFTA för All Quiet on the Western Front
- 2023: Oscarspriset för bäst utländsk långfilm för All Quiet on the Western Front